# Puerto de Agatonisi
El Puerto de Agatonisi es un puerto en Grecia. Está situado en la prefectura de Dodecaneso y la región de Egeo Meridional, en la parte oriental del país, 290 km al este de Atenas, la capital del país. El puerto de Agatonisi se encuentra 1 metro sobre el nivel del mar. Está situado en la isla de Agatonisi. El punto más alto de la zona tiene una altura de 183 metros y está 1 km al norte del puerto. El puerto está rodeado de islas.
El clima en el puerto es templado. La temperatura promedio es de 20 °C. El mes más caluroso es agosto, con 28 °C, y febrero el más frío, con 12 °C. La precipitación media es de 1068 milímetros al año. El mes más lluvioso es diciembre, con 226 milímetros de lluvia, y el más seco es agosto, con 1 milímetro.